# Mount Cameroon FC
Mount Cameroon FC is een Kameroense voetbalclub uit Buéa. De club, die zijn thuiswedstrijden speelt in het 8000 plaatsen tellende Stade de Moliko, werd opgericht in 1997. In 2009 degradeerde de club uit de hoogste klasse.

## Palmares
- Beker van Kameroen:
  - 2002
- Supercup Roger Milla:
  - 2002

## Bekende (ex-)spelers
- Jacques Elong Elong (2003-2005)
- Valentine Atem (2000-2003)
- Marcus Mokaké (2001-2002)
- Eyong Enoh (2003-2004)